# 広島電鉄3700形電車

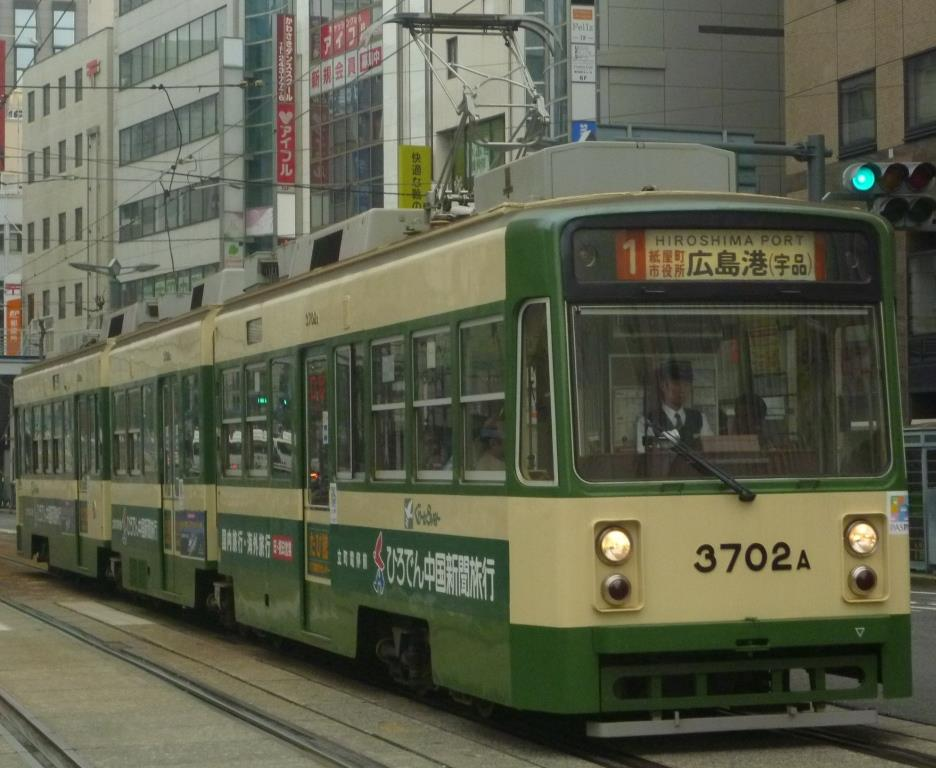
広電3702F（千田車庫所属時代）

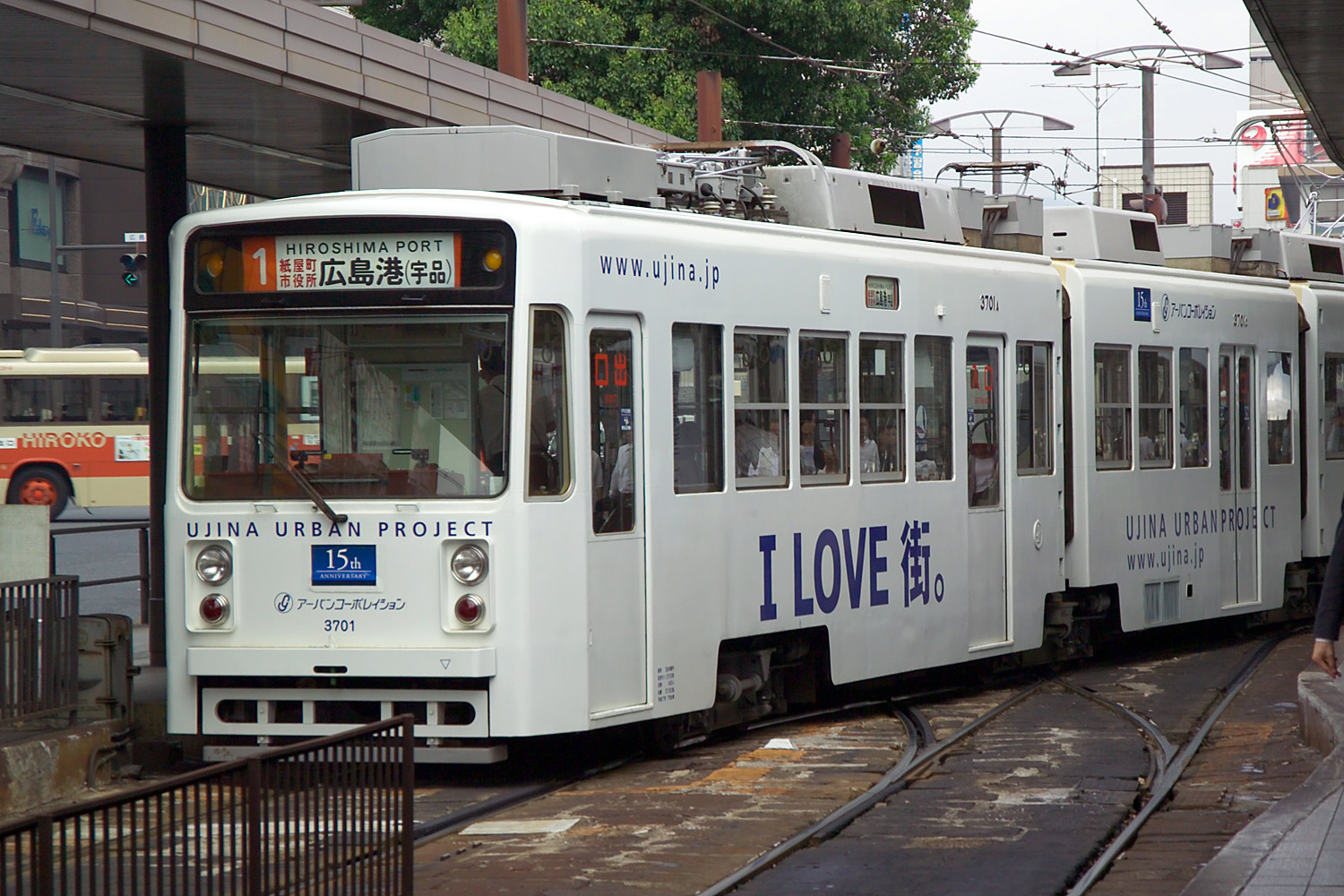
3701号。広島駅（千田車庫所属時代）

広島電鉄3700形電車（ひろしまでんてつ3700かたでんしゃ）とは、1984年に登場した広島電鉄の路面電車である。愛称は「ぐりーんらいなー」（3950形まではこの愛称が付く）。

## 概要
広電では3500形に次ぐ連接車である。アルナ工機で製造された。先代の3500形と異なり、抵抗制御・平行カルダン駆動方式と手堅く作られた。もっとも、カルダン駆動は3500形を除けば広島電鉄では初採用となり、日本各地で「和製PCCカー」と称されたカルダン駆動の新型車両の多くが保守の難しさ等から短期間の運用で終了したり、路線の廃止後他社に引き取られないなどの憂き目に遭った日本の路面電車史を鑑みれば、約20年に及ぶ日本の路面電車の技術的空白を埋める大きな進歩を反映した車両となった。
路面電車である市内線と鉄道線である宮島線を直通運用できる車両である。行先方向幕に英文併記を始めたのはこの形式が初めてでもあり、デビュー当時は毛筆文字の方向幕を装備していた3500形と比べてイメージもやや近代化した。この車両はヒット作となり、当時乗客が減少していた広島電鉄は持ち直した。一方、宮島線と並行する当時の国鉄では、本形式がデビューする前の1982年より広島地区に導入されていた列車本数の多いフリークエンシー型ダイヤを強化し、宮島線に近接する新駅の設置などの対応策が採られることになる。
2005年7月に3701が地元マンションの全面ラッピング電車になった。連接車では初の全面広告車である。このラッピングは2007年10月に標準色に戻されている。
2019年8月、3800形2編成が千田車庫へ転属したことに伴い、3701, 3702編成が荒手車庫へ転属。現在は全編成が宮島線（2号線）を担当する。なお、平日朝ラッシュ時の0号線（宮島線内→広電西広島→紙屋町西→広電本社前）にも充当されることがある。
3701
1984年に製造された車両である。速度制御装置は設置されていない。車内の握り棒の形状が他車と異なる。
3702
1985年に製造された車両である。この編成から速度制御装置が設置され、規定速度に達すると速度警告ランプが点灯し力行中でも加速を止める。
3703
1986年に製造された車両である。
3704-3705
1987年に製造された車両である。この2編成は幕の位置が他の3700形と異なり、車掌窓上に設置されている。また空調制御装置がC車1台設置となっている（他の3700形はA,B車2台設置）。
その後の量産は3800形に移行した。

## 各車状況
特記がある場合を除き、2024年11月現在の状態を示す。
| 車号 | 竣工       | 所属     | 塗装                           | ICカード全扉乗降サービス対応日 | 備考                                  |
| ---- | ---------- | -------- | ------------------------------ | ------------------------------ | ------------------------------------- |
| 3701 | 1984年12月 | 荒手車庫 | 標準色                         | 2022年6月16日                  |                                       |
| 3702 | 1985年12月 | 荒手車庫 | 「たびまちゲート広島」帯広告車 | 2022年6月17日                  |                                       |
| 3703 | 1986年7月  | 荒手車庫 | 標準色                         | 2022年7月7日                   | 2012年2月、ICカード全扉乗降試験に使用 |
| 3704 | 1987年6月  | 荒手車庫 | 標準色                         | 2022年6月23日                  |                                       |
| 3705 | 1987年6月  | 荒手車庫 | 「踏切事故防止啓発」帯広告車   | 2022年6月30日                  |                                       |